# 酪農学園大学短期大学部
酪農学園大学短期大学部（らくのうがくえんだいがくたんきだいがくぶ、英語: Rakuno Gakuen University Junior College）は、北海道江別市文京台緑町582-1に本部を置いていた日本の私立大学である。1950年に設置され、2012年に廃止された。大学の略称は酪農短大、酪短。

## 概観

### 大学全体
- 北海道江別市に所在した日本の私立短期大学で、設置主体は学校法人酪農学園[注 2]。
- 国内で最初に認可された短期大学149校[注 3]の1校として、1950年に酪農学園短期大学として1学科体制で開学[3]。
- のちに学科数2→1→3→１[注 4]と増減を繰り返す。
- 2010年度の入学生を最後に[注釈 2]、2012年に短期大学としての使命を終える[注釈 3]。

### 建学の精神（校訓・理念・学是）
- 酪農学園大学短期大学部における建学の精神は「神を愛し、人を愛し、土を愛する」となっていた。

### 教育および研究
- 酪農学園大学短期大学部には全国の短大でも唯一の酪農学科が置かれており、「家畜管理学」・「酪農実習」・「作物栽培学」などの科目ほか「卒業論文」もあった。製造科には食品や畜産に関する科目[7]、教養科には秘書・教養・生活文化の各コースが[8]、経営情報学科には経済学・経営学など専門に関する研究室があった[9]。

### 学風および特色
- 酪農学園大学短期大学部は日本唯一の酪農短大であった。
- 大学と同類の学科が設置されている関係で、短大卒業後その大学に編入学する学生も多かった。
- 北海道以外の出身者もいた。

## 沿革
- 1933年
  - 北海道酪農義塾を創設。
- 1942年
  - 野幌高等機農学校を設置。
- 1949年
  - 酪農学園大学部（各種学校）を設立。
- 1949年
  - 10月 文部省[注釈 4]に短期大学[注 5]の設置認可に関する申請を行う[注 6]。なお、学科・専攻は以下の通りとなっている[注 7]。
    - 酪農学科 入学定員30名
- 1950年
  - 3月14日 左記を以て短期大学の設置が文部省[注釈 4]より認可される[注 8]。
  - 4月1日 左記を以て酪農学園短期大学（らくのうがくえんたんきだいがく）としてが以下の学科体制にて開学[注 9]。
    - 酪農学科 入学定員30名
- 1951年
  - 2月24日 学校法人が成立する[20]。
  - 4月5日 別科の設置が認められ、以下の課程を設ける[注 10]。
    - 酪農専修 入学定員10名[22]
- 1954年
  - 5月1日 学生数[23]/定員
    - 酪農科 112[注釈 5]/60
- 1962年
  - 4月1日 この年度における出来事を以下、列挙する[注 11]。
    - 以下の学科を増設する
      - 製造科 入学定員50名

    - 酪農科の入学定員を30→50に増員。

  - 5月1日 学生数[25]/定員
    - 酪農科 165[注釈 6]/80
    - 製造科 58[注釈 5]/50
- 1963年
  - 4月1日 以下の学科については、この年度で学生募集を最終とする[注 12]。
    - 製造科[注 13]

  - 5月1日 学生数[30]/定員
    - 酪農科 126[注釈 6]/100
    - 製造科 95[注釈 6]/100
- 1964年
  - 5月1日 学生数[31]/定員
    - 酪農科 205[注 14]/100
    - 製造科 78[注 15]/50
- 1965年
  - 5月1日 学生数[32]/定員
    - 酪農科 291[注 16]/100
    - 製造科 30[注 17]/-
- 1973年
  - 4月1日 酪農科の入学定員を50→150に増員[注 18]。
  - 5月1日 学生数[37]/定員
    - 酪農科 444[注 19]/200
- 1975年
  - 5月1日 学生数[38]/定員
    - 酪農科 502[注 20]/300
- 1985年
  - 4月1日 この年度における出来事を以下、列挙する[注 21]。
    - 以下の学科を増設する。
      - 教養学科 入学定員100名[注 22]
      - 北海道文理科短期大学（ほっかいどうぶんりかたんきだいがく）と学名変更される。
- 1985年
  - 5月1日 学生数[43]/定員
    - 酪農科 382[注 23]/300
    - 教養学科 73[注釈 7]/100
- 1986年
  - 5月1日 学生数[44]/定員
    - 酪農科 353[注 24]/300
    - 教養学科 169[注釈 7]/200
- 1987年
  - 5月1日 学生数[45]/定員
    - 酪農科 374[注 25]/300
    - 教養学科 199[注釈 7]/200
- 1990年
  - 4月1日 この年度における出来事を以下、列挙する[46]。
    - 以下の学科を増設する
      - 経営情報学科 入学定員100名[注 26]

    - 既存の学科を以下の通り減員する[注 27]。
    - 酪農科 150→140
    - 教養学科 100→90

  - 5月1日 学生数[49]/定員
    - 酪農科 335[注 28]/290
    - 教養学科 241[注釈 7]/190
    - 経営情報学科 113[注 29]/100
- 1991年
  - 5月1日 学生数[50]/定員
    - 酪農科 326[注 30]/280
    - 教養学科 248[注釈 7]/180
    - 経営情報学科 229[注 31]/200
- 1992年
  - 5月1日 学生数[注 32]/定員
    - 酪農科 325[注 33]/280
    - 教養学科 230[注釈 7]/180
    - 経営情報学科 237[注 34]/200
- 1997年
  - 4月1日 以下の学科については、この年度で学生募集を最終とする[注 35]。
    - 教養学科[注釈 8]
    - 経営情報学科[注釈 8]

  - 5月1日 学生数[56]/定員
    - 酪農科 258[注 36]/280
    - 教養学科 ？[注釈 9]/180
    - 経営情報学科 ？[注釈 9]/200
- 1998年
  - 4月1日 この年度における出来事を以下、列挙する[53]。
    - 酪農学園大学短期大学部に改称。
    - 酪農科が酪農学科に改称[注 37]
- 1998年
  - 5月1日 学生数[57]/定員
    - 酪農学科 224[注 38]/190
    - 教養学科 110[注釈 7]/90
    - 経営情報学科 123[注 39]/100
- 1999年
  - 5月1日 学生数[58]/定員
    - 酪農学科 127[注 40]/100
- 2004年
  - 1月 平成16年度大学入試センター試験参加短期大学の1校となる[59][60]。
- 2010年
  - 4月1日 この年度で短期大学としての学生募集を最終とする[注釈 2]。
- 2012年
  - 10月12日 左記をもって正式に廃止となる[注釈 3]}。

## 基礎データ

### 所在地
- 北海道江別市文京台緑町582-1[注釈 1]

### 象徴
- 右記資料も参照のこと[注 41]。

## 教育および研究

### 学科
- 酪農学科 入学定員50名[注 42]

#### 過去にあった学科
- 製造科 入学定員50名[注 43]
- 教養学科 入学定員90名[注釈 10]
- 経営情報学科 入学定員100名[注釈 10]

#### 専攻科
- なし

#### 別科
- 酪農専修 入学定員10名[注 44]

### 取得資格について
- 食品衛生責任者・家畜人工授精師資格が本短大の講習会に参加することで得られていた。ほか、毒物劇物取扱責任者受験資格も得られるようになっていた。

## 学生生活

### 部活動・クラブ活動・サークル活動
- 酪農学園大学短期大学部のクラブ活動：体育系・文化系とも大学と合同で行われていた。

### 学園祭
- 酪農学園大学短期大学部の学園祭は「白樺祭」と呼ばれ例年、大学と合同で6月に行われていた[70]。

### スポーツ
- ソフトボール大会・バレーボール大会が行われていた。

## 大学関係者と出身者

### 大学関係者
- 樋浦誠：初代学長
- 黒沢酉蔵：元学長

### 出身者
- 小野信次（第7代音更町長、元音更町議会議員）
- 辻田沙織（ローカルタレント）

## 施設

### キャンパス
- 交通アクセス
  - 新札幌バスターミナル北レーンからJR北海道バス・夕鉄バスで野幌・江別・岩見沢・南幌・あけぼの団地方面行に乗車、「とわの森三愛高等学校前・酪農学園前」バス停留所下車、徒歩約5分となっていた。夕鉄バスは「酪農学園構内」バス停留所を経由する便があった。

### 寮
- 酪農学園大学短期大学部には「創世寮」・「北光寮」と称した男子寮、カナン寮と称した女子寮があった[70]。

## 対外関係

### 系列校
- 酪農学園大学
- 酪農学園大学附属とわの森三愛高等学校

## 卒業後の進路について

### 編入学・進学実績
- 系列の酪農学園大学ほか帯広畜産大学・島根大学・東京農業大学・麻布大学・近畿大学・九州東海大学などがあった。